# Скородумов, Евгений Васильевич
Евгений Васильевич Скородумов (25 января 1886, село Ребовичи, Тихвинский уезд, Новгородская губерния — сентябрь 1942, Тюмень) — директор Новгородского губернского архива, краевед.

## Биография
Родился в семье священника.
Окончил Новгородское духовное училище, затем Новгородскую духовную семинарию (1907), Санкт-Петербургский археологический институт и Санкт-Петербургскую духовную академию со степенью кандидата богословия (1912).
Надзиратель за учениками и преподаватель церковного пения в Устюжском духовном училище (1907—1908).
Преподаватель русского и церковнославянского языков, классный воспитатель в Тихвинском духовном училище (1912), член тихвинского отделения Новгородского общества любителей древности (1913). Участник этнографических экспедиций в Олонецкую губернию, собиратель древних рукописей.
Обвенчан с дочерью священника Екатериной Дмитриевной Розовой, их дети: Георгий, Наталия.
В 1917—1918 годах член Поместного Собора Православной Российской Церкви по избранию как мирянин от Новгородской епархии, участвовал в 1-2-й сессиях, секретарь XVII, член III, V, VII, XI, XIII, XIX Отделов.
В 1918 году переехал в Новгород. Председатель совета Тихвинского духовного училища, член епархиального совета и редакционного совета журнала «Тихвинец».
С 1919 года член и в 1926—1927 годах председатель Новгородского общества любителей древностей, член Губернского бюро краеведения при Губернском отделе народного образования.
С 1921 года директор Новгородского губернского архива.
С 1925 года член Историко-археографической комиссии при Академии наук СССР.
В 1926 году делегат I Краеведческого съезда Северо-Западной области.
В 1928—1929 годах участвовал в Северо-Западной этнологической экспедиции, по её итогам сделал доклад «Льноводство у вепсов» на заседании Русско-финской секции Академии наук СССР.
С октября 1928 года жил в Ленинграде (Екатерингофский проспект, дом 49), научный сотрудник Ленинградского архивного бюро.
С 1933 года руководитель группы складского хозяйства в Ленинградской областной конторе Всесоюзного государственного треста по организации и рационализации материального хозяйства (Союзснабскладтара).
Скончался в сентябре 1942 года от дистрофии при эвакуации из блокадного Ленинграда. Похоронен в Тюмени в братской могиле.

## Сочинения
- С Собора // Новгородские епархиальные ведомости. 1918. № 4-5.
- Очерки по новгородской торговле. Новгород, 1926.
- Руководство по складскому хранению, приему и отпуску материальных ценностей. М., 1933.
- Вепсские сказки. М.; Л., 1939.
- [Статьи] // Промышленность и торговля; Торгово-промышленная газета; Ленинградская правда; Звезда (Новгород).